# Port Alsworth
Port Alsworth és una concentració de població designada pel cens dels Estats Units a l'estat d'Alaska. Segons el cens del 2000 tenia 104 habitants.

## Demografia
Segons el cens del 2000, Port Alsworth tenia 104 habitants, 34 habitatges, i 24 famílies La densitat de població era d'1,8 habitants/km².
Dels 34 habitatges en un 47,1% hi vivien nens de menys de 18 anys, en un 67,6% hi vivien parelles casades, en un 2,9% dones solteres, i en un 26,5% no eren unitats familiars. En el 23,5% dels habitatges hi vivien persones soles el 23,5% de les quals corresponia a persones de 65 anys o més que vivien soles. El nombre mitjà de persones vivint en cada habitatge era de 3,06 i el nombre mitjà de persones que vivien en cada família era de 3,64.
Per edats la població es repartia de la següent manera: un 41,3% tenia menys de 18 anys, un 7,7% entre 18 i 24, un 28,8% entre 25 i 44, un 18,3% de 45 a 60 i un 3,8% 65 anys o més.
L'edat mediana era de 26 anys. Per cada 100 dones hi havia 85,7 homes. Per cada 100 dones de 18 o més anys hi havia 84,8 homes.
La renda mediana per habitatge era de 58.750 $ i la renda mediana per família de 62.083 $. Els homes tenien una renda mediana de 50.417 $ mentre que les dones 17.083 $. La renda per capita de la població era de 21.716 $. Cap de les famílies i el 6% de la població estaven per davall del llindar de pobresa.

## Poblacions més properes
El següent diagrama mostra les poblacions més properes.